# Gmunden (huyện)
Bezirk Gmunden là một huyện của bang Thượng Áo ở Áo.

## Các đô thị
Các thị xã (Städte) bằng chữ đậm; các phố thị (Marktgemeinden) bằng chữ xiên, các khu ngoại ô, làng và các đơn vị khác của một đô thị được hiển thị bằngchữ nhỏ.
- Altmünster
- Bad Goisern
- Bad Ischl
- Ebensee
- Gmunden
- Gosau
- Grünau im Almtal
- Gschwandt
- Hallstatt
- Kirchham
- Laakirchen
- Obertraun
- Ohlsdorf
- Pinsdorf
- Roitham
- Sankt Konrad
- Sankt Wolfgang im Salzkammergut
- Scharnstein
- Traunkirchen
- Vorchdorf